# Anagyrodes odacon
Anagyrodes odacon är en stekelart som först beskrevs av Walker 1838.  Anagyrodes odacon ingår i släktet Anagyrodes och familjen sköldlussteklar. Inga underarter finns listade i Catalogue of Life.